# 2015, Inc.
2015 (pronunciat en anglès Twenty Fifteen) és una empresa desenvolupadora de videojocs creada el 1998 pel seu president i executiu en cap, Tom Kudirka. Actualment 2015 està ubicat a Tulsa, Oklahoma. 2015 és potser famosa pel desenvolupament del gran videojoc d'ordinador, el Medal of Honor: Allied Assault. Alguns membres d'aquesta companyia després van marxar cap a Infinity Ward, empresa creadora dels videojocs Call of Duty.

## Videojocs
- SiN: Wages of Sin – (1999) (Paquest de missions per PC)
- Laser Arena – (2000) (En ordinador) creat per Trainwreck Studios
- CIA Operative: Solo Missions - (2001) (En ordinador) creat per Trainwreck Studios
- Medal of Honor: Allied Assault – (2002) (PC)
- Men of Valor – (2004) (PC, Xbox)